# أمير ميوزيك
أمير ميوزيك هو لاعب كرة قدم نمساوي في مركز الهجوم، ولد في 1 سبتمبر 1964 في يوغوسلافيا. لعب مع نادي فاراجدين.

## وصلات خارجية
- أمير ميوزيك على موقع عالم كرة القدم.نت (الإنجليزية)